# Osudová láska Jany Eyrové
Osudová láska Jany Eyrové je britské filmové drama režisérky Susanne White z roku 2006.

## Obsazení
| Ruth Wilson                   | Jana Eyrová         |
| Dan Armour                    | Shepherd            |
| Francesca Annis               | Lady Ingramová      |
| Alisa Arnah                   | Georgiana Reedová   |
| Lorraine Ashbourne            | paní Fairfaxová     |
| Christina Cole                | Blanche Ingramová   |
| Arthur Coxrole                | plukovník Dent      |
| Georgia Kingrole              | Rosamonda Oliverová |
| Richard McCaberole            | pan Brocklehurst    |
| Charlotte West-Oram           | paní Dentová        |
| Charity Wakefield             | slečna Templeová    |
| Stephen Tomlin                | doktor Carter       |
| Amy Steel                     | Louisa Dentová      |
| Eglantine Rembauville-Nicolle | Celine Varensová    |
| Claudia Coulter               | Bertha              |
| Cosima Littlewood             | Adélka              |
| Emma Lowndes                  | Mary Riversová      |
| Daniel Pirrie                 | Richard Mason       |
| Elsa Mollien                  | Sophie              |
| Georgie Henley                | mladá Jana          |

## Tvůrci
- Námět: Charlotte Brontëová román Jana Eyrová
- Scénář: Sandy Welch
- Hudba: Robert Lane
- Kamera: Mike Eley
- Režie: Susanna White
- Další údaje: barevný, 4 x 60 min., drama